# Chicago Film Critics Association Awards 2004
La cerimonia di premiazione della 17ª edizione dei Chicago Film Critics Association Awards si è tenuta nell'Union League Club di Chicago, Illinois, il 19 gennaio 2005, per premiare i migliori film prodotti nell'anno 2004. I vincitori erano comunque già stati annunciati il 20 dicembre 2004.
Nel corso della cerimonia vennero annunciati solamente i vincitori, senza i candidati.

## Vincitori e candidati
I vincitori sono indicati in grassetto.

### Miglior film
- Sideways - In viaggio con Jack (Sideways), regia di Alexander Payne

### Miglior attore
- Paul Giamatti - Sideways - In viaggio con Jack (Sideways)

### Migliore attrice
- Imelda Staunton - Il segreto di Vera Drake (Vera Drake)

### Miglior attore non protagonista
- Thomas Haden Church - Sideways - In viaggio con Jack (Sideways)

### Migliore attrice non protagonista
- Virginia Madsen - Sideways - In viaggio con Jack (Sideways)

### Miglior regista
- Clint Eastwood - Million Dollar Baby (Million Dollar Baby)

### Migliore sceneggiatura
- Alexander Payne e Jim Taylor - Sideways - In viaggio con Jack (Sideways)

### Miglior fotografia
- Robert Richardson - The Aviator (The Aviator)
- Christopher Doyle - Ying xiong (Ying xiong)

### Miglior colonna sonora originale
- Howard Shore - The Aviator (The Aviator)

### Miglior film documentario
- Fahrenheit 9/11 (Fahrenheit 9/11), regia di Michael Moore

### Miglior film in lingua straniera
- Una lunga domenica di passioni (Un long dimanche de fiançailles), regia di Jean-Pierre Jeunet (Francia)

### Miglior performance rivelazione
- Catalina Sandino Moreno - Maria Full of Grace (Maria Full of Grace)

### Miglior regista rivelazione
- Zach Braff - La mia vita a Garden State (Garden State)